# Super Mario Bros. Wonder
Super Mario Bros. Wonder je side-scrolling plošinovka od japonské společnosti Nintendo. Hra vyšla 20. října 2023 pro Nintendo Switch.

## Hratelnost
Hráč jako jedna ze šesti postav (Mario, Luigi, princezna Peach, princezna Daisy, Toad, Yoshi) prochází úrovněmi napříč Květinovým královstvím za pomoci mluvících květinových obyvatel. Podobně jako v předchozích hrách Super Mario hráči vedou svou postavu na konec úrovně, přičemž se vyhýbají nepřátelům (jako jsou Goomby a Piranha Plants) a přepravují se pomocí potrubí (Warp Pipes). Každá etapa obsahuje několik sběratelských „zázračných semínek“. Hra podporuje kooperaci až pro čtyři hráče. Mezi nové bonusy patří ovoce, které hráče promění ve slona, a zázračný květ, který spouští bizarní efekty, jako je oživení potrubí, objevení nepřátel a změna vzhledu postav.

## Vývoj
Hra byla poprvé oznámena během prezentace Nintendo Direct 21. června 2023. Dne 21. srpna 2023 bylo oznámeno, že Charles Martinet, který od 90. let 20. století daboval Maria a další postavy, nebude počínaje hrou Super Mario Bros. Wonder dabovat žádné postavy.

## Vydání
Hra byla vydána 20. října 2023 pro Nintendo Switch.